# Glue
Glue je britský televizní seriál z roku 2014 uvedený premiérově na kanálu Channel 4. Děj se odehrává na anglickém venkově, kde je nalezen zavražděný mladík, což se projeví na mezilidských vztazích v městečku. Seriál se natáčel v hrabství Berkshire.

## Děj
V poklidném anglickém městě Overton se většina obyvatel živí zemědělstvím. Jednoho večera se skupina kamarádů Annie Maddocks, Janine Riley, Rob Kendle, James Warwick, Caleb Bray a Tina Fallon setkají v obilním silu. A během této noci je Caleb zavražděn. Vyšetřováním je pověřen šéfinspektor Simson, kterému pomáhá Ruth Rosen. Začíná vyplouvat na povrch, že situace ve městě nebyla ani zdaleka tak idylická, jak se na první pohled zdálo.

## Obsazení
| Yasmin Paige          | Ruth Rosen                      |
| Jordan Stephens       | Rob Kendle                      |
| Billy Howle           | James Warwick                   |
| Charlotte Spencer     | Tina Fallon                     |
| Jessie Cave           | Annie Maddocks                  |
| Callum Turner         | Eli Bray                        |
| Faye Marsay           | Janine Riley/Elizabeth Marshall |
| Tommy Lawrence Knight | Caleb Bray                      |
| Tommy McDonnell       | Dominic Richards                |
| Kerry Fox             | Jackie Warwick                  |
| Adrian Rawlins        | inspektor Simson                |
| Griffin Stevens       | Ian Salter                      |
| Christine Tremarco    | Nadya Rosen                     |
| Kierston Wareing      | Joyce Fallon                    |
| Tony Hirst            | Simon Kendle                    |
| Victoria Wicks        | Susanna Marshall                |
| Phoebe Waller-Bridge  | Bee Warwick                     |
| Dean-Charles Chapman  | Chris                           |

### Seznam dílů
| Č. v seriálu | Č. v řadě | Původní název | Režie           | Scénář                                       | Britská premiéra  |
| ------------ | --------- | ------------- | --------------- | -------------------------------------------- | ----------------- |
| 1            | 1         | Everyone      | Daniel Nettheim | Jack Thorne                                  | 15. září 2014     |
| 2            | 2         | James/Janine  | Daniel Nettheim | Jack Thorne                                  | 22. září 2014     |
| 3            | 3         | Eli/Rob       | Olly Blackburn  | Laura Lomas                                  | 29. září 2014     |
| 4            | 4         | Tina/Dominic  | Olly Blackburn  | Kieran Prendiville, Laura Lomas, Jack Thorne | 6. října 2014     |
| 5            | 5         | James/Cal     | Olly Blackburn  | E.V. Crowe                                   | 13. října 2014    |
| 6            | 6         | Rob/Tina      | Olly Blackburn  | Jack Thorne                                  | 20. října 2014    |
| 7            | 7         | Ruth/Eli      | Daniel Nettheim | John Donnelly, Jack Thorne                   | 27. října 2014    |
| 8            | 8         | Everyone      | Daniel Nettheim | Jack Thorne                                  | 3. listopadu 2014 |